# Christian Fürchtegott Gellert

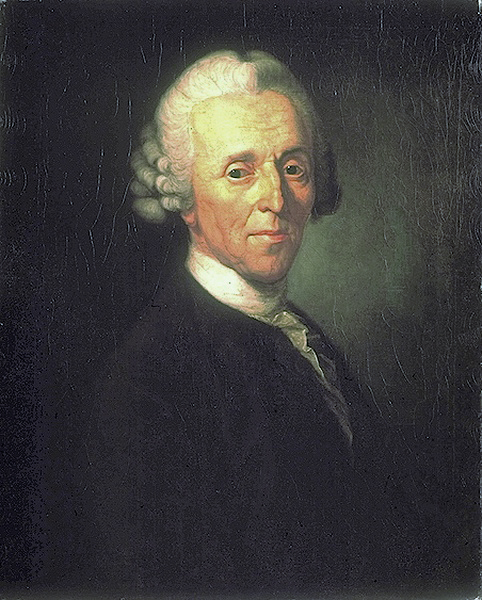
Gellert, door Anton Graff.

Christian Fürchtegott Gellert  (Hainichen, 4 juli 1715 - Leipzig, 13 december 1769) was een Duits schrijver, dichter en moraalfilosoof uit de tijd van de verlichting, vooral bekend om zijn fabels.

## Leven en werk
Gellert werd geboren in een predikantenfamilie. Het gezin had het niet breed, maar toch kon hij in 1734 theologie gaan studeren aan de Universiteit van Leipzig. Vanaf 1745 zou hij daar ook zelf colleges geven in poëzie, ethiek en retorica, vanaf 1751 was hij er hoogleraar.
Geller genoot in zijn tijd grote populariteit door zijn didactisch-satirische Fabeln und Erzählungen (1746-1748), onder invloed van Jean de La Fontaine. Deze fabels werden in het Nederlands vertaald door Pieter Meijer.
Ook schreef hij een aantal sentimentele komedies. Zijn Leben der schwedischen Gräfin von G. (1746), geïnspireerd door Samuel Richardsons Pamela, geldt wel als de eerste sentimentele roman in Duitsland. Zelf achtte Gellert zijn Geistliche Oden und Lieder (1758) als zijn beste werk. Enkele van zijn hymnes werden door Ludwig van Beethoven op muziek gezet.

## Bibliografie (selectie)

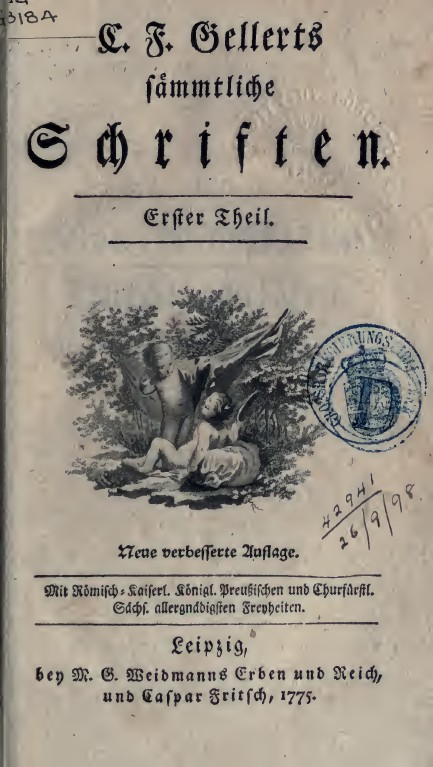
C. F. Gellerts sämmtliche Schriften. Teil 1 (1775)